# Tereza Vanžurová
Tereza Vanžurová est une joueuse volley-ball tchèque, née le 4 avril 1991 à Benešov. Elle mesure 1,86 m et joue au poste de réceptionneuse-attaquante. Elle totalise 16 sélections en équipe de République tchèque.

## Clubs
| Club                        | De        | À         |
| --------------------------- | --------- | --------- |
| VK Benesov                  | 2003-2004 | 2004-2005 |
| PVK Olymp Praha             | 2005-2006 | 2011-2012 |
| AGIL Volley                 | 2012-2013 | 2013-2014 |
| Pallavolo Scandicci         | 2014-2015 | 2014-2015 |
| Azzurra Volley San Casciano | 2015-2016 | 2015-2016 |
| Pallavolo Filottrano        | 2016-2017 | 2016-2017 |
| Vbc Cuneo Granda Volley     | 2017-2018 | 2017-2018 |
| KS Pałac Bydgoszcz          | 2019-2020 | 2019-2020 |
| VBC Casalmaggiore           | 2020-2021 | …         |

## Palmarès
- Championnat de République tchèque
  - Vainqueur : 2008.
- Coupe de République tchèque
  - Vainqueur : 2007.
  - Finaliste : 2008.